# CITIC Plaza
CITIC Plaza (China International Trust and Investment Plaza; chiń. upr. 中信广场; chiń. trad. 中信廣場; pinyin Zhōngxìn Guǎngchǎng) – biurowiec zbudowany w Kantonie, Chiny. Ukończony w 1997 roku. Sięga na wysokość 391 m. Znany jest również jako Sky Central Plaza.